# جيمس ميتزجر
جيمس ميتزجر (بالإنجليزية: James Metzger)‏ هو مسير أعمال أمريكي، ولد في 18 فبراير 1959 في نيويورك في الولايات المتحدة.